# Тшцелін
Тшцелін (пол. Trzcielin, нім. Rohrschütz) — село в Польщі, у гміні Допево Познанського повіту Великопольського воєводства.
Населення — 489 осіб (2011).
У 1975-1998 роках село належало до Познанського воєводства.

## Демографія
Демографічна структура станом на 31 березня 2011 року:
|          | Загалом | Допрацездатний вік | Працездатний вік | Постпрацездатний вік |
| -------- | ------- | ------------------ | ---------------- | -------------------- |
| Чоловіки | 249     | 53                 | 154              | 42                   |
| Жінки    | 240     | 42                 | 126              | 72                   |
| Разом    | 489     | 95                 | 280              | 114                  |